# Froggattimyia aurea
Froggattimyia aurea là một loài ruồi trong họ Tachinidae.